# Halodiplosis orientalis
Halodiplosis orientalis är en tvåvingeart som beskrevs av Fedotova 1994. Halodiplosis orientalis ingår i släktet Halodiplosis och familjen gallmyggor.
Artens utbredningsområde är Kazakstan. Inga underarter finns listade i Catalogue of Life.